# (1594) Danjon
(1594) Danjon es un asteroide perteneciente al cinturón de asteroides descubierto por Louis Boyer desde el observatorio de Argel-Bouzaréah, Argelia, el 23 de noviembre de 1949.

## Designación y nombre
Danjon fue designado inicialmente como 1949 WA.
Más adelante se nombró en honor del astrónomo francés André Danjon (1890-1967).

## Características orbitales
Danjon está situado a una distancia media de 2,268 ua del Sol, pudiendo acercarse hasta 1,824 ua. Su excentricidad es 0,196 y la inclinación orbital 8,947°. Emplea 1248 días en completar una órbita alrededor del Sol.